# Merlas
Merlas este o comună în departamentul Isère din sud-estul Franței. În 2009 avea o populație de 1.321 de locuitori.

## Evoluția populației
| An        | 1975 | 1982 | 1990 | 1999  | 2006  | 2009  |
| --------- | ---- | ---- | ---- | ----- | ----- | ----- |
| Populație | 588  | 667  | 840  | 1.039 | 1.199 | 1.321 |